# Haramara Gaitan
Haramara Gaitan (* 7. August 1996) ist eine mexikanische Badmintonspielerin. 

## Karriere
Haramara Gaitan gewann bei den Zentralamerika- und Karibikspielen 2010 Bronze, vier Jahre später Gold. 2013 und 2014 startete sie bei den Badminton-Juniorenweltmeisterschaften. Bei den Mexico International 2010 und 2013 wurde sie Dritte, 2014 war sie dort siegreich. Bei den Suriname International 2013 belegte sie Rang zwei, bei den Argentina International 2014 Rang drei. 2021 gewann sie im Einzel, Damendoppel und Mixed den Titel bei der mexikanischen Meisterschaft.